# Charlie Sheen
Carlos Irwin Estévez, més conegut com a Charlie Sheen (Nova York, 3 de setembre de 1965), és un actor estatunidenc. Més conegut pel seu paper com a Charlie Harper en la sèrie Two and a Half Men.

## Primers anys
Nascut a Nova York, amb síndrome del nadó blau, va necessitar atenció mèdica immediata. La seva mare és Janet Templeton i el seu pare és Martin Sheen. Martin va adoptar el seu nom artístic en honor de l'arquebisbe catòlic i teòleg Fulton J. Sheen, i en Charlie també va prendre aquest nom artístic. Els seus pares es van mudar a Malibú (Califòrnia) després de l'actuació de Martin Sheen a Broadway a The Subject Was Roses. Els seus germans Emilio, Renée i Ramon també són actors. Sheen va anar a Santa Monica High School a Santa Monica, on era el pitcher estrella i shortstop de l'equip de beisbol. Ell també va mostrar un interès primerenc en l'actuació, fent moltes pel·lícules en súper 8 amb els seus companys d'escola Rob Lowe, Chad Lowe i la seva amiga de la infantesa Arantza Reza. Només unes poques setmanes abans de la seva graduació Sheen va ser expulsat de l'escola per les seves baixes notes i el seu mal comportament.

## Carrera
Sheen va començar a actuar el 1974 als nou anys, apareixent en un petit rol al costat del seu pare en la pel·lícula per televisió The Execution of Private Slovik. La carrera cinematogràfica de Charlie Sheen va començar el 1984 amb un rol en el drama adolescent sobre la guerra freda Aurora roja (Red Dawn) amb Patrick Swayze, C. Thomas Howell, Lea Thompson i Jennifer Grey. Sheen i Grey es van reunir en una petita escena en Ferris Buelles's Day Off (1986). Va aparèixer també en un episodi de la sèrie antològica Contes sorprenents. El seu primer paper d'importància va ser a Platoon (1986). El 1987 ell i el seu pare van protagonitzar Wall Street. Ambdues, Wall Street i Platoon, van ser dirigides per Oliver Stone.
Sheen aparèixer en molts rols de comèdia, incloent-hi les pel·lícules Amb la poli al darrere, Major League, Money Talks i la paròdia Hot Shots!. El 1999 Sheen va aparèixer en un pilot per A & E Network, anomenat Sugar Hill, que mai va sortir a l'aire. El 1999, Sheen es va interpretar a si mateix a Being John Malkovich . També va aparèixer en les comèdies Scary Movie 3 i la seva continuació Scary Movie 4. El 2000, va fer càsting per reemplaçar Michael J. Fox a la sitcom Spin City; la sèrie va acabar el 2002. El 2003, Sheen va fer de Charlie Harper en la nova sitcon de CBS Two and a Half Men. El rol de Sheen a Two and a Half Men està basat en la seva imatge de noi dolent. El 2008 Sheen apareix com Dex Dogtective a la comèdia animada de LionsgateFoodfight.

## Filmografia

### Cinema
- 1984: Aurora roja (Red Dawn): Matt Eckert
- 1986: Els nois del costat: Bo Richards
- 1986: Lucas: Cappie
- 1986: Ferris Bueller's Day Off: El gamberro
- 1986: The Wraith: Fantasma / Jake
- 1986: Platoon: Chris Taylor
- 1986: Wisdom: Manager de City Burger
- 1987: Grizzly II: The Predator: Ron
- 1987: Three for the Road: Paul
- 1987: Terra de ningú (No Man's Land): Ted Varrick
- 1987: Wall Street: Bud Fox
- 1988: Never on Tuesday: el lladre
- 1988: Arma jove (Young Guns): Richard « Dick » Brewer
- 1988: Eight Men Out: Hap Felsch
- 1989: Tale of Two Sisters: el narrador - igualment guionista
- 1989: Major League: Rick Vaughn
- 1990: Camí de retorn (Catchfire) de Dennis Hopper: Bob
- 1990: Cadence: Franklin F. Bean Jr.
- 1990: Coratge Mountain: Peter
- 1990: Navy Seals, comandament especial (Navy Seals): Dale Hawkins
- 1990: Dos sonats i un difunt (Men at Work): Carl Taylor
- 1990: El principiant (The Rookie): David Ackerman
- 1991: Hot Shots!: Sean « Topper » Harley
- 1992: Beyond the Law: Daniel « Dan » Saxon
- 1993: Caiguda mortal (Deadfall): Morgan Gripp
- 1993: Amb l'arma a punt (Loaded Weapon 1): Gern
- 1993: Hot Shots! Part Dos: Sean « Topper » Harley
- 1993: Els tres mosqueters (The Three Musketeers): Aramis
- 1994: Amb la poli al darrere (The Chase): Jackson Davis Hammond
- 1994: Major League II: Rick Vaughn
- 1994: Terminal Velocity: Richard "Ditch" Brodie
- 1996: Loose Women: el barman aficionat de Barbie
- 1996: Frame by Frame
- 1996: Tots els gossos van al cel 2 (All Dogs Go To Heaven 2): Charles B. « Charlie » Barkin (veu)
- 1996: Han arribat (The Arrival): Zane Zaminski
- 1997: Bad Day on the Block: Lyle Wilder
- 1997: Conspiració a l'ombra (Shadow Conspiracy): Bobby Bishop
- 1997: Els diners són el primer (Money Talks): James Russell
- 1998: Post mortem: James McGregor
- 1998: A Letter From Death Row: poli 1
- 1998: Assalta'l com puguis (Free Money): Bud
- 1999: Five Aces: Chris Martin
- 1999: Being John Malkovich: ell mateix
- 2001: Consellera matrimonial (Good Advice): Ryan Edward Turner
- 2003: Deeper Than Deep: Chuck Traynor
- 2003: Scary Movie 3: Tom Logan
- 2004: The Big Bounce: Bob Rogers, Jr.
- 2006: Scary Movie 4: Tom Logan
- 2009: Foodfight!: Dex Dogtective (veu)
- 2010 : Wall Street: Money Never Sleeps: Bud Fox (Cameo)
- 2010: Data Límit: Charlie Harper (Cameo)
- 2013: Scary Movie 5: ell mateix
- 2013: Machete Kills: El president dels Estats Units
- 2013: A Glimpse Inside the Mind of Charles Swan III: Charles Swan III

### Televisió
- 1974: The Execution of Private Slovik: un noi en el casament
- 1984: Silenci of the Heart: Ken Cruze
- 1985: The Fourth Wise Man: Capità (soldats de Heros)
- 1985: Out of the Darkness: l'home que s'afaita
- 1986: Amazing Stories (temporada 1, episodi 14: Casey
- 1990: Clint, « The Rookie » and Me: productor
- 1996: Friends, temporada 2, episodi 23: Ryan
- 1998: Sense principis (No Code of Conduct): Jake Peterson - igualment guionista i productor
- 1999: Sugar Hill: Matt
- 2000: Rated X: Artie Mitchell
- 2000-2002: Spin City: Charlie Crawford
- 2003-2011: Two and a Half Men: Charlie Harper
- 2008: The Big Bang Theory (temporada 2, episodi 4)
- 2012- 2014: Anger Management: Charlie Goodson

## Premis i nominacions

### Premis
- 2002. Globus d'Or al millor actor en sèrie musical o còmica per Spin City.

### Nominacions
- 2005. Globus d'Or al millor actor en sèrie musical o còmica per Two and a Half Men.
- 2006. Globus d'Or al millor actor en sèrie musical o còmica per Two and a Half Men.
- 2006. Emmy al millor actor en sèrie còmica per Two and a Half Men.
- 2007. Emmy al millor actor en sèrie còmica per Two and a Half Men.
- 2008. Emmy al millor actor en sèrie còmica per Two and a Half Men.
- 2009. Emmy al millor actor en sèrie còmica per Two and a Half Men.